# Бутовка (Харьковская область)
Бутовка (укр. Бутівка), посёлок в
Зидьковского поселкового совета,
Змиёвского района Харьковской области Украины.
Код КОАТУУ — 6321755301. Население по переписи 2001 года составляет 421 (184/237 м/ж) человек.

## Географическое положение

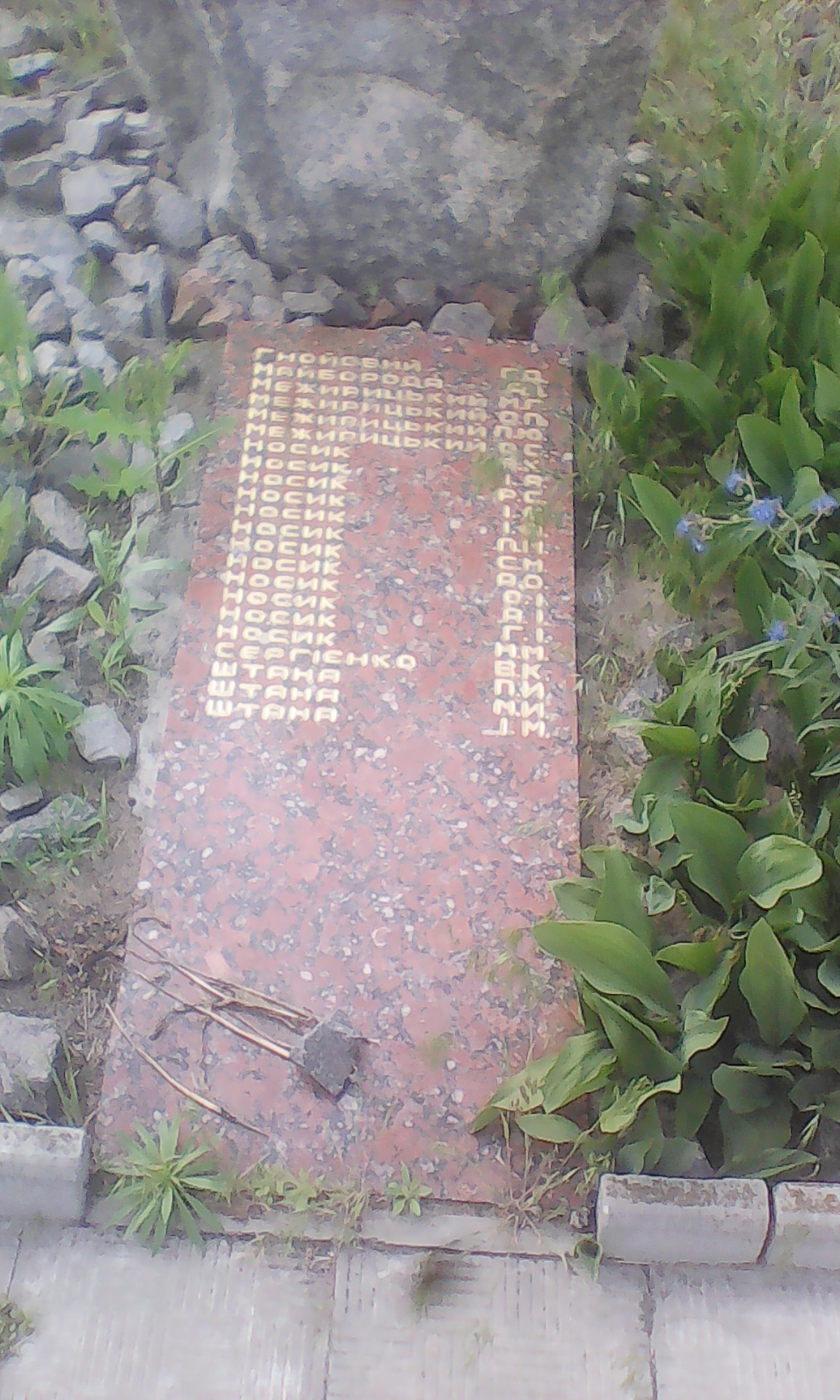
Братская могила в посёлке

Посёлок Бутовка находится в балке Лелюков Яр в 4-х км от места впадения реки Мжа в реку Северский Донец, примыкает к посёлку Выришальный, пгт Зидьки и городу Змиёв, по балке протекает пересыхающий ручей с несколькими запрудами, рядом проходит железная дорога, станция Змиёв, к посёлку примыкает небольшой лесной массив (сосна).
На территории Украины четыре населённых пункта с названием Бутовка.

## История
- 1680 — дата основания.

## Экономика
- Молочно-товарная ферма.